# Tinda maxima
Tinda maxima är en tvåvingeart som beskrevs av Kertesz 1914. Tinda maxima ingår i släktet Tinda och familjen vapenflugor. Inga underarter finns listade i Catalogue of Life.